# Menneskedyret (film fra 1911)
 For alternative betydninger, se Menneskedyret. (Se også artikler, som begynder med Menneskedyret)
Menneskedyret er en danske stumfilm fra 1911 produceret af Kinografen efter manuskript af Palle Rosenkrantz. Filmens instruktør er ukendt. 
Filmen havde premiere den 19. april 1911 i Kinografens biograf af samme navn.

## Handling
Denne artikel mangler et handlingsreferat. Hjælp os med at skrive det.

## Medvirkende
- Peter Fjelstrup, En fattig skovarbejder
- Viggo Wiehe
- Ella la Cour